# Service militaire adapté
 (mars 2020).
Pour les articles homonymes, voir SMA.
Le Service Militaire Adapté (SMA) est un dispositif militaire d'insertion socio-professionnelle français, conçu et mis en place en 1961 par le général Jean Némo, alors commandant des troupes Antilles-Guyane, sous le ministère de Michel Debré, et destiné aux jeunes les plus éloignés de l’emploi au sein de la France d'outre-mer,.

## Histoire
Le Service militaire adapté est lancé en 1961 aux Antilles. Il fait l'objet de critiques pour sa dimension colonialiste. Au fil des années, il s'étend à l'ensemble des départements et collectivités d’outre-mer. Lors de la suspension du Service militaire « classique » en 1996, le SMA est maintenu, eu égard à sa prise en charge de la jeunesse en difficulté[réf. souhaitée]. Enfin, en 2009, une décision présidentielle prévoit de doubler le nombre de jeunes accueillis (passer de 3 000 à 6 000) par le SMA à l’horizon 2017.

### Chronologie
Création des unités du SMA :
- 1961 : lancement du Service militaire adapté aux Antilles et en Guyane.
- 1965 : La Réunion
- 1986 : Nouvelle-Calédonie
- 1988 : Mayotte
- 1989 : Polynésie française
- 1995 : création d'un détachement à Périgueux pour faciliter la mobilité et la formation en métropole.

En février 2018, le SMA a lancé le projet SMA2025, qui vise à améliorer l'employabilité durable de ses bénéficiaires. Ce projet s'articule autour de quatre axes :  
- développer l’employabilité initiale des jeunes par le renforcement de leurs compétences individuelles ;
- renforcer la qualité du parcours pour une efficacité durable ;
- engager le virage du numérique dans les formations avec des outils pédagogiques adaptés ;
- amplifier le rôle de chaque régiment comme plate-forme locale.

En 2019, le SMA a fait l'objet d'un rapport de la Cour des Comptes ainsi que d'un rapport fait au nom de la commission des finances du Sénat.

## Fonctionnement

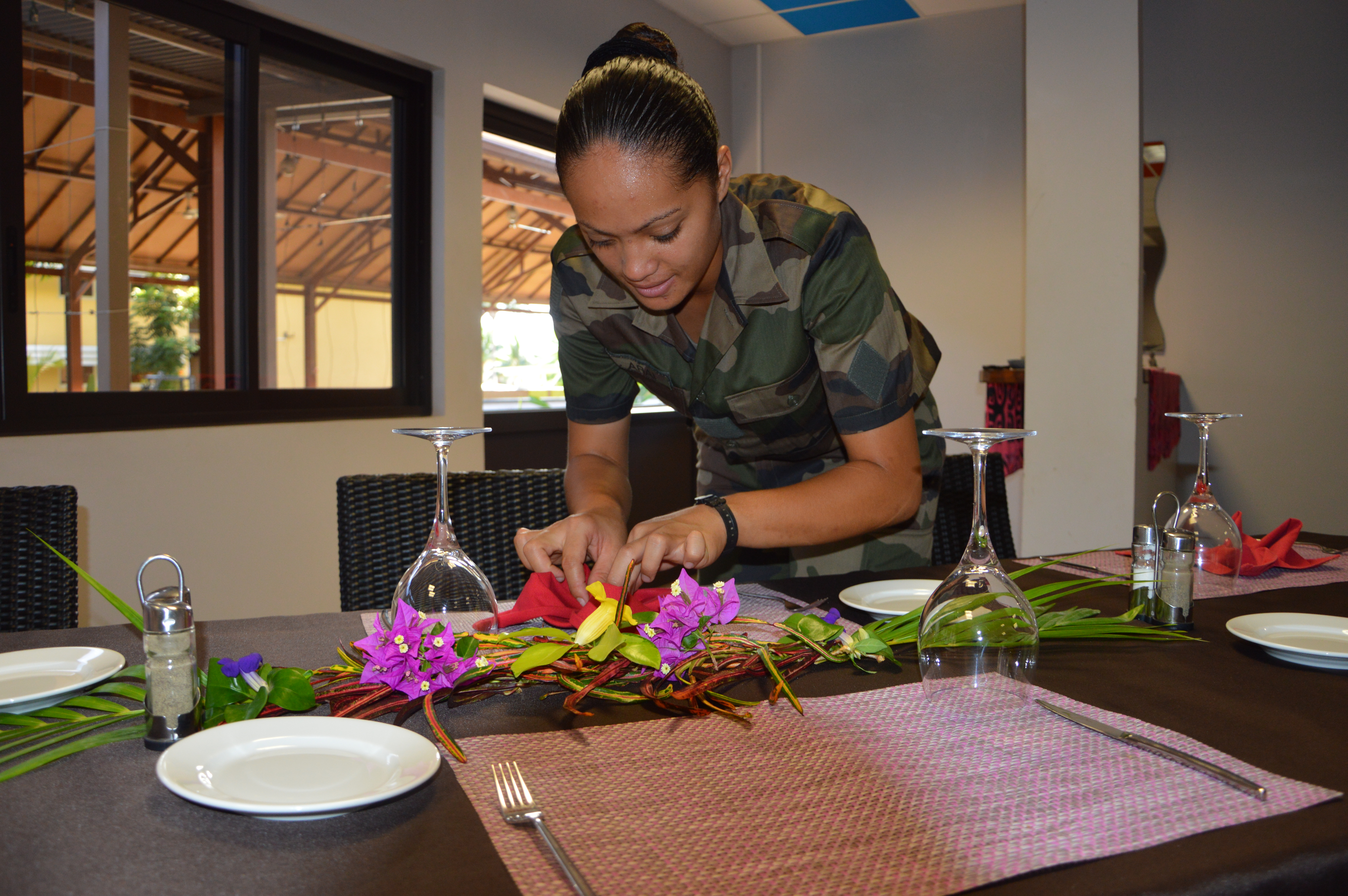
Une jeune volontaire en formation hôtellerie-restauration dresse une table.

La mission du SMA est de garantir l’insertion socio-professionnelle du stagiaire : en emploi durable (CDI ou CDD de plus de six mois ou contrat de professionnalisation), en emploi de transition (CDD de un à six mois) ou en poursuite de formation qualifiante.
En 2019, le Service militaire adapté a accueilli 5 787 jeunes répartis dans les huit centres de formation. Cette même année, ce sont 81 % de jeunes volontaires stagiaires qui ont été insérés à l'issue de leur parcours au SMA.
Le SMA comprend 8 unités : sept régiments (à la Martinique, en Guadeloupe, en Guyane, à la Réunion, à Mayotte, en Nouvelle-Calédonie et en Polynésie française) et un centre de formation spécialisé (à Périgueux). Le siège du SMA est situé au ministère des Outre-mer à Paris.
Ainsi, 80 % des volontaires stagiaires sont insérés dans leur département ou collectivité (Nouvelle-Calédonie et Polynésie française). 20 % ont rejoint la France continentale, notamment grâce à l’Agence de l'outre-mer pour la mobilité (LADOM), pour poursuivre une formation et obtenir un diplôme ou une qualification, ou dans le cadre d'un engagement dans les Forces armées.
Les fils conducteurs de l'action menée par le SMA sont « l'employabilité des stagiaires, le cadre de la profession militaire en tant que tel ainsi que le mode d'être, une approche globale psycho-socio-économique, la conquête des ressources, l'attractivité des parcours proposés  ».

## Ressources financières
Entre 2009 et 2011, les crédits annuels du SMA ont progressé de 60 %, atteignant 183 M€. Ils sont, à la fin de la période contrôlée par la Cour des Comptes, stabilisés autour de 200 M€ par an. Cette hausse a concerné les crédits de masse salariale et de fonctionnement courant. Les ressources propres représentent en moyenne près de 10 % du budget global : elles sont principalement constituées des crédits du fonds social européen (FSE) et font l’objet d’une collecte active et d’une gestion attentive.
Le SMA relève du budget du Ministère des Outre-mer. Pour l'année 2019, le budget consolidé du SMA hors masse salariale (cadres et bénéficiaires) a baissé pour s'élever à 71 millions d’euros.
D'autres acteurs viennent compléter avec une contribution significative, notamment au niveau local : fonds de concours européens (36 %), collectivités territoriales (Conseil départemental, Conseil régional… environ 2 %), via des subventions régionales spécifiques, et les entreprises (taxe d'apprentissage… environ 1 %).

## Population visée

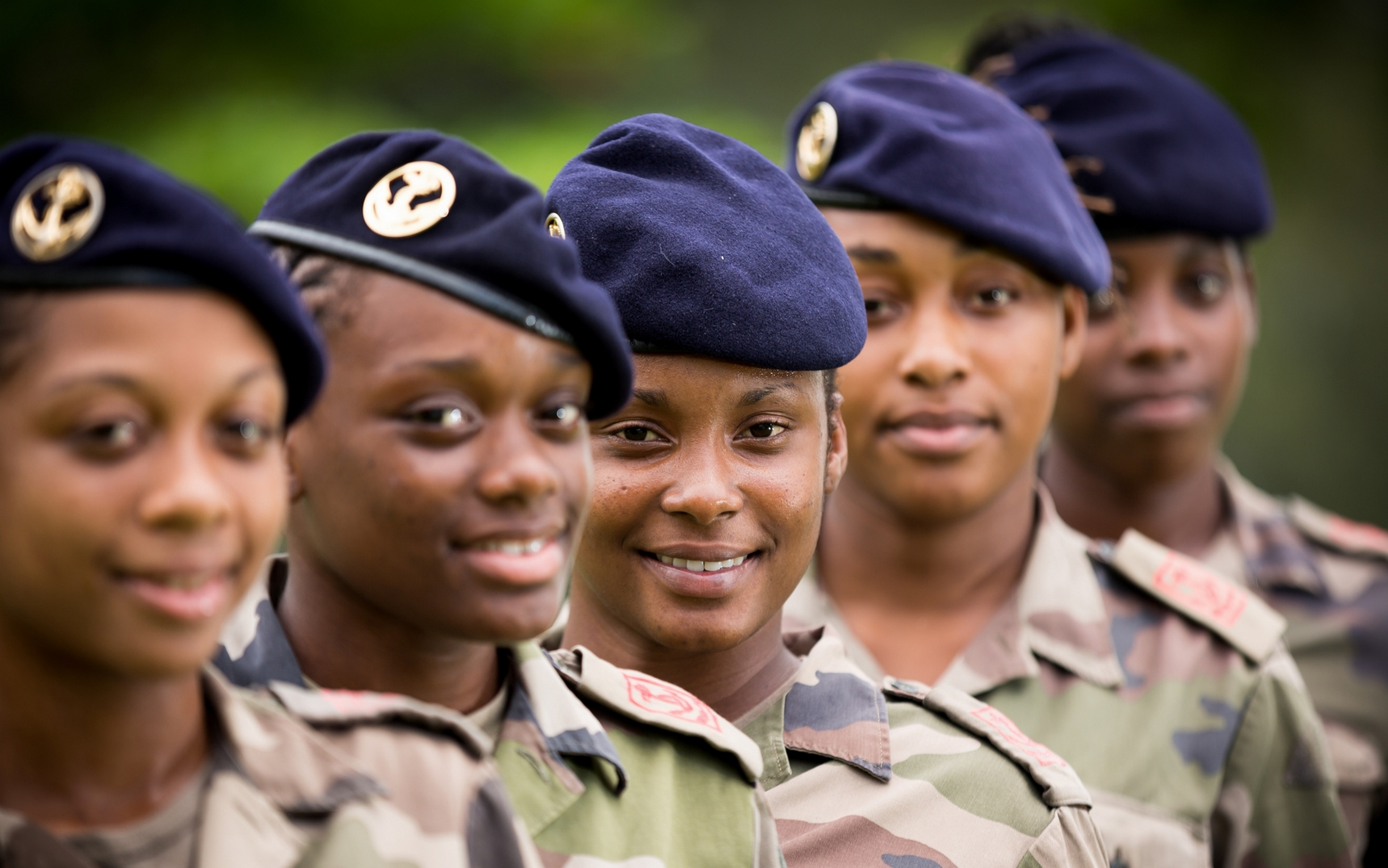
Des jeunes volontaires en uniforme.

Les stagiaires sont recrutés grâce à un réseau de partenaires prescripteurs, composé de Pôle emploi, des Missions locales d’insertion et de différents acteurs spécialisés du monde associatif.
Le SMA accueille un public mixte (30% de volontaires féminines en 2019) formé de résidents des départements et collectivités d’Outre-mer âgés de 18 à 25 ans et volontaires pour s'engager au SMA.
Les candidats prioritaires sont les jeunes encourant un risque important de désocialisation, les plus démunis, les plus faiblement diplômés (35 % n'ont aucun diplôme ou titre de niveau 5 et plus à leur entrée au SMA) et les jeunes en situation d’illettrisme (44 % de jeunes volontaires illettrés de niveau 1 ou 2, selon la classification de l'Agence nationale de lutte contre l'illettrisme).
Le SMA évalue également les candidats sur leur aptitude physique et psychologique à la vie militaire ainsi que sur leur volonté de faire évoluer leur situation sociale et professionnelle. Le volontariat est fortement valorisé.

## Contenu du parcours

### Formation professionnelle
La formation professionnelle occupe environ 70 % du temps de formation. Elle est dispensée par des formateurs militaires et civils.
Plus de 50 métiers sont enseignés, dans 8 pôles de spécialisation différents : bâtiment, travaux publics, transport routier, tourisme, métiers de la terre et de la mer, mécanique et maintenance industrielle, sécurité, restauration, et métiers du tertiaire (aide à la personne, agent administratif, etc.).
Plusieurs niveaux de formations sont dispensés : le niveau pré-professionnel et d’insertion (attestation de formation professionnelle du ministère du Travail), le niveau pré-certifiant (UV, UC, CCP, SSIAP, FIMO, FCOS, CACES, etc.), et niveau certifiant de niveau V (CAP, CAPA ou titre professionnel).

### Formation citoyenne et comportementale

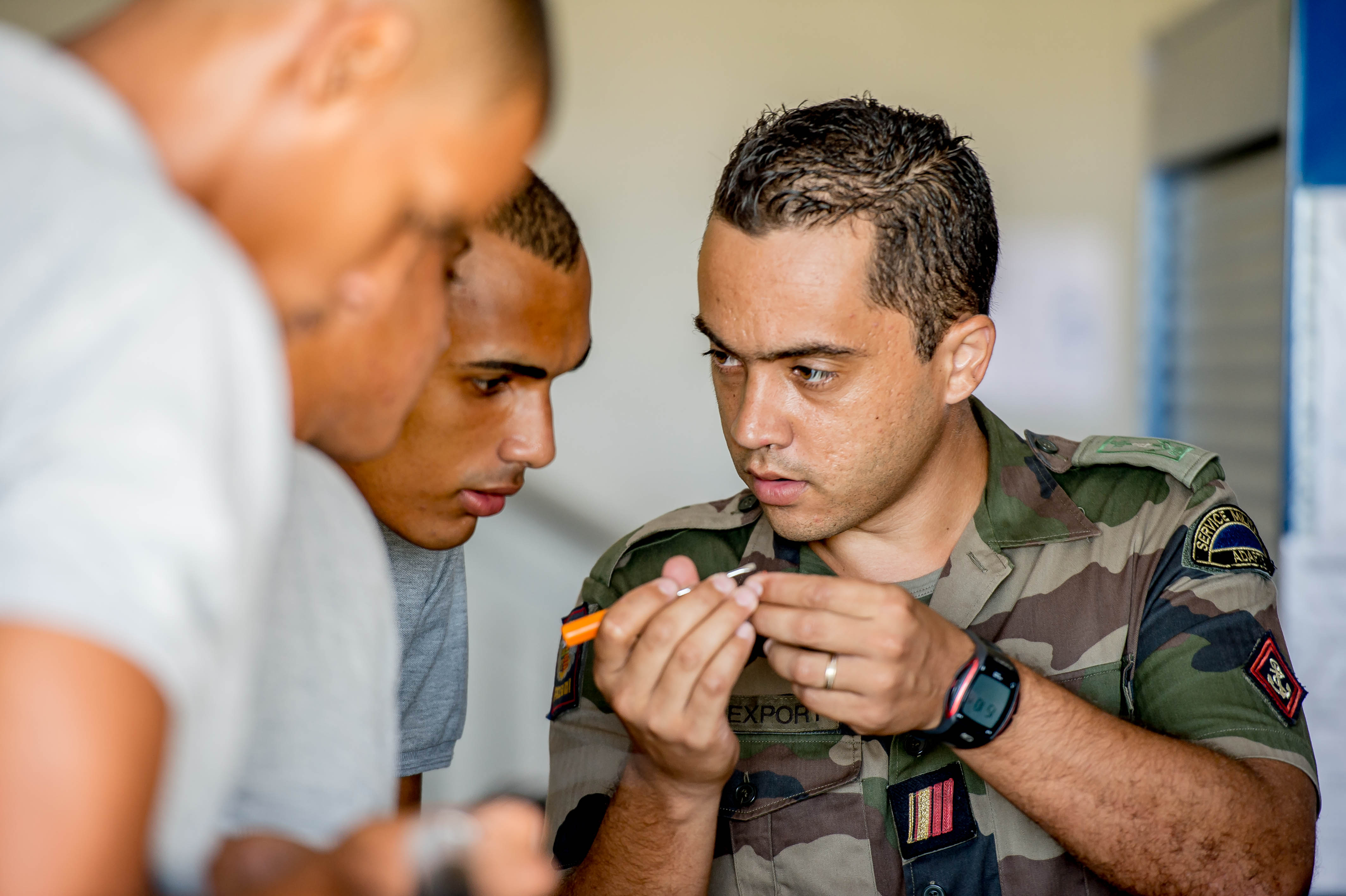
Des volontaires écoutant un instructeur.

Le SMA fixe cinq règles d’or : être à l’heure, être en tenue, respecter la sécurité, travailler en équipe et respecter son chef.
L'éducation civique correspond à l’apprentissage des droits et devoirs du citoyen : civisme sur la route, tri sélectif, base du droit, etc.

### Remise à niveau scolaire
Une remise à niveau scolaire est assurée par des professeurs de l'Éducation nationale et comprend l’enseignement des savoirs de base et compétences clés en situation professionnelle. Elle est sanctionnée par le CFG (certificat de formation générale).

### Aide à l’insertion
Le parcours comprend un apprentissage « terrain », une aide à la définition du projet professionnel, des ateliers de recherche d’emploi  et enfin un appui à l'installation en métropole pour les volontaires concernés.

## Le conseil de perfectionnement
Le conseil de perfectionnement, force de proposition et facteur d’évolution de la formation délivrée par le SMA, débat sur proposition des commandants des formations du SMA puis valide les grandes orientations concernant la formation professionnelle.
La rentabilité des filières et leur adéquation aux besoins locaux et métropolitains constituent l’enjeu des échanges et des décisions.
Le CP est placé sous la présidence du Préfet de Région ou du Haut-commissaire de la République, en qualité de responsable du bon déroulement de la formation professionnelle de sa zone. Cette action est reprise, par délégation, par les Directions régionales des entreprises, de la concurrence, de la consommation, du travail et de l'emploi.
Y siègent les représentants des :
- services de l’État des domaines du travail, de l’emploi (Pôle emploi), du social, de l’éducation académique, de la formation professionnelle, de l’agriculture, de la forêt et de l’environnement, des affaires maritimes,
- directions départementales,
- conseils régionaux et généraux ou gouvernement et assemblées de Provinces (NC et PF), comité économique et social,
- chambres consulaires,
- associations des maires,
- associations de formation professionnelle pour adultes (OPCA…), acteurs liés à la mobilité en métropole (LADOM,…).

Les présidents de catégorie professionnelle (Medef, MPI, TPE) ou socio-professionnelle (BTP, agriculture, commerce, transport…) peuvent y être invités.

## Liste des régiments

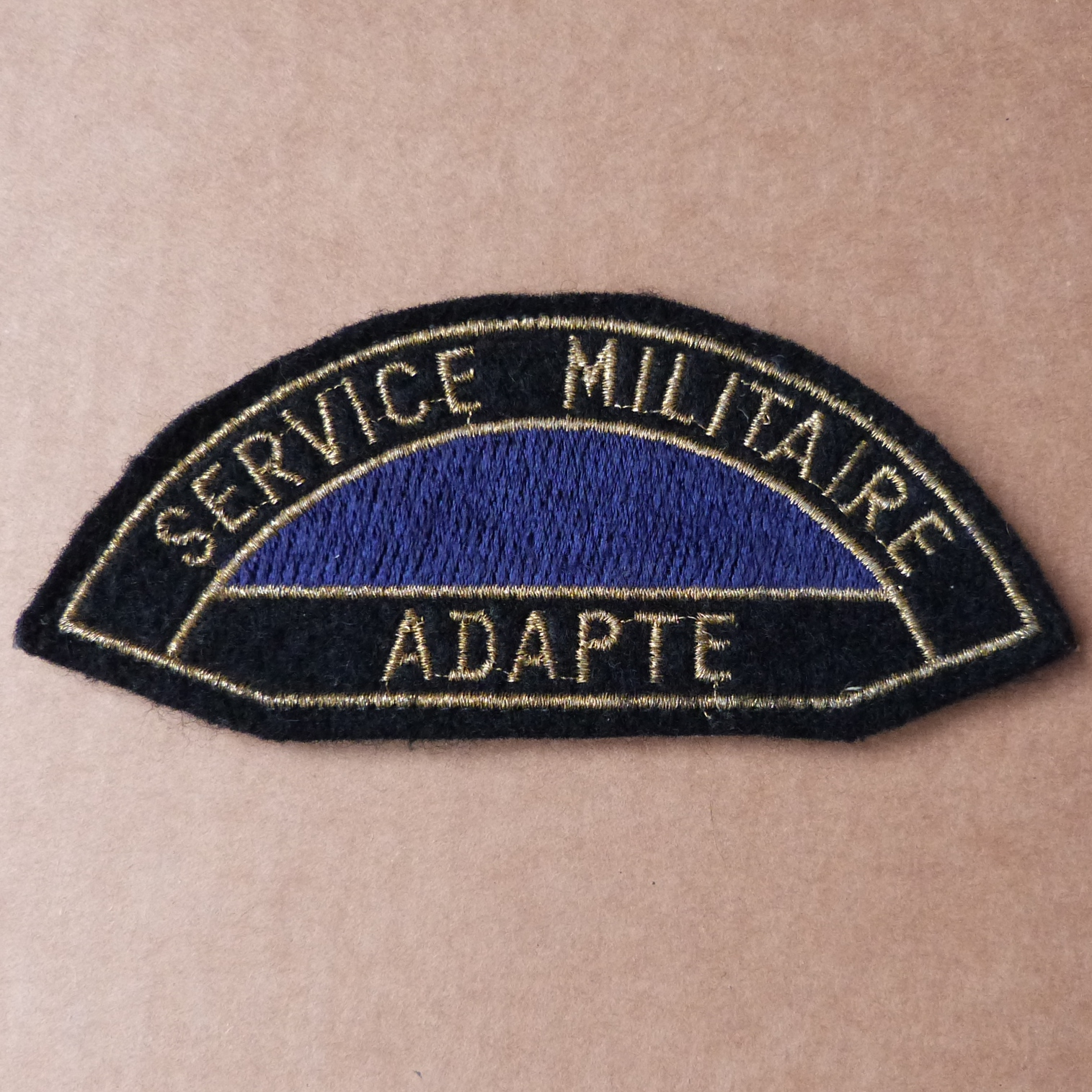
Insigne d'épaule du personnel servant au titre du Service Militaire Adapté

Le Service militaire adapté forme une brigade regroupant les composantes suivantes :
- le Commandement du service militaire adapté, état-major du dispositif, situé à Paris.
- Détachement du service militaire adapté de Périgueux
- Régiment du service militaire adapté de la Martinique (ex 1er RSMA ou RSMA-M) - Martinique
- Régiment du service militaire adapté de la Guadeloupe (ex 2e RSMA ou RSMA-Ga) - Guadeloupe
- Régiment du service militaire adapté de la Guyane (ex 3e RSMA ou RSMA-Gy) - Guyane
- Régiment du service militaire adapté de La Réunion (ex 4e RSMA ou RSMA-R) - La Réunion
- Régiment du service militaire adapté de Mayotte (ex BSMA-Mayotte) - Mayotte
- Régiment du service militaire adapté de Nouvelle-Calédonie (ex GSMA-NC) - Nouvelle-Calédonie
- Régiment du service militaire adapté de Polynésie française (ex GSMA-PF) - Polynésie française